# Uniunea Prietenilor Trandafirilor din Germania
Uniunea Prietenilor Trandafirilor din Germania (în germană Verein Deutscher Rosenfreunde – VDR) este o asociație a crescătorilor și iubitorilor de trandafiri din Germania. A fost creată în 1903 și a avut o activitate de promovare a noilor specii de trandafiri, dar a fost desființată în 1934 în perioada celui de al III-lea Reich. În anii 1980 a fost reînființată.